# Lobelia aquatica
Lobelia aquatica är en klockväxtart som beskrevs av Adelbert von Chamisso. Lobelia aquatica ingår i släktet lobelior, och familjen klockväxter. Inga underarter finns listade i Catalogue of Life.